# 布羅德溪 (特拉華州)
布羅德溪（英語：Broad Creek）是位於美國特拉華州蘇塞克斯縣的一個非建制地區。該地的面積和人口皆未知。

## 地理
布羅德溪的座標為38°35′08″N 75°35′02″W / 38.58556°N 75.58389°W，而該地的平均海拔高度為12米（即39英尺）。